# Ua (cantante)
Kaori Shima (嶋 歌織 Shima Kaori?,  Suita, prefectura de Osaka, 11 de marzo de 1972), mejor conocida bajo su nombre artístico de Ua (ウーア?), es una cantante, compositora y actriz japonesa. Es representada por la discográfica Speedstar Records.

## Biografía
Kaori Shima nació el 11 de marzo de 1972 en la ciudad de Suita, prefectura de Osaka. Se graduó de la Universidad de Artes de Saga con una maestría en diseño gráfico y consiguió un empleo en una agencia de diseño. Sin embargo y, decidida a conseguir un trabajo en el área de la animación, Shima abandonó su anterior empleo y comenzó a trabajar a tiempo parcial en un club de jazz en Shinchi, Osaka, con el fin de costear sus estudios. Shima permaneció en Tokio durante un año, tras lo cual regresó a Osaka y trabajó durante algún tiempo como cantante de salón en su ciudad natal. Fue allí donde fue descubierta por el músico y productor Hiroshi Fujiwara. Debutó como cantante en junio de 1995 con el lanzamiento de su sencillo Horizon, bajo el auspicio de la discográfica Speedstar Records. Shima adoptó el nombre artístico de "Ua", que significa "flor" en suajili.
Su popularidad aumentó considerablemente con el lanzamiento de su cuarto sencillo, Jōnetsu, el 21 de junio de 1996. Dicho sencillo se convirtió en un gran éxito y se posicionó en el puesto número 18 en la lista semanal de Oricon. En octubre de ese mismo año, Ua lanzó su primer álbum, titulado 11.
En 2000, luego del lanzamiento de dos álbumes más, Ametora y Turbo, Ua se retiró temporalmente de sus actividades como solista y formó la banda Ajico junto con los músicos Ken'ichi Asai, Tokie y Kyōichi Shiino. Luego de haber lanzado tres sencillos y un álbum, Ajico fue disuelta en 2001 y Ua reanudó su carrera como solista en 2002, con el lanzamiento de su cuarto álbum, Dorobō. Ese mismo año, debutó como actriz en la película Mizu no Onna, filme para el que también colaboró con la banda sonora. La película ganó el premio Golden Alexander a la mejor película en el Festival Internacional de Cine de Salónica y fue también proyectada en el Festival de Cannes de 2003.

## Vida personal
En 1996, poco después del lanzamiento de su primer álbum, Ua contrajo matrimonio con el actor y modelo Jun Murakami. El primer y único hijo de la pareja, Nijirō, nació el 17 de marzo de 1997. En 2006, Ua y Murakami se divorciaron, y la custodia de su hijo le fue dada a Ua. En septiembre de 2008, Ua anunció que nuevamente había contraído matrimonio con el exmodelo Bishū Hasegawa. También reveló que su primer hijo con Hasegawa, una niña, había nacido en agosto. Su tercer hijo nació en agosto de 2011, mientras que su cuarto y último hijo nació en 2015.
Su hijo mayor, Nijirō, también es actor.

## Discografía

### Álbumes
| Año  | Título       | Lanzamiento              | Lista de canciones |
| ---- | ------------ | ------------------------ | --- |
| 1996 | 11           | 23 de octubre de 1996    | 1. Rhythm 2. Ōkina Ki ni Amaete 3. Ochita Hoshi 4. Barairo 5. Jelly 6. Himawari 7. Kumo ga Chigireru Toki 8. Akai Hana 9. Mizuiro 10. Rendezvous                                                                                         |
| 1998 | Ametora      | 22 de abril de 1998      | 1. Kanashimi Johnny 2. Aozora 3. Amefuri Hyades 4. Wasurenai 5. Yoru no Kaze 6. Yuganda Taiyō 7. Koibito 8. Toro 9. Anata no Ichiban Suki na Uta 10. Soramimi Bakari 11. Antonio no Uta 12. Oyako Bashabasha 13. Milk Tea 14. 2 Hito     |
| 1999 | turbo        | 27 de octubre de 1999    | 1. Private Surfer 2. Romance 3. Laundry Yori Ai wo Komete 4. Otoko to Onna 5. Summer Melancholic 6. Strawberry Time 7. Gogo 8. Kawaku Hi 9. Ringo Oiwake 10. Tameiki 11. Kazoe Tarinai Yoru no Ashioto 12. Nohara Song 13. Skirt no Suna |
| 2000 | Dorobō       | 19 de septiembre de 2000 | 1. Kioku Sōshitsu 2. Senkō 3. Dorobō 4. Shunkan 5. Sekai 6. Buenos Aires 7. Door 8. Kanata |
| 2004 | Sun          | 24 de marzo de 2004      | 1. Sonna Sora ni wa Odoru Uma 2. Bōga 3. Fatima to Semira 4. Odoru Tori to Kin no Ame 5. Papito 6. Lightning 7. Roma 8. 5 9. Ebo 10. UaUaRaiRai                                                                                          |
| 2005 | Breathe      | 30 de marzo de 2005      | 1. The color of empty sky 2. Michi 3. Niji 4. Moss stares 5. Beacon 6. Tasogare 7. Like a soldier ant 8. Mori |
| 2007 | Golden green | 20 de junio de 2007      | 1. Kogane no Midori 2. Melody lalala 3. Paradise alley / Ginga cafe 4. Toyuri 5. Noren Noren/Haiiro Shita Saru no Yume 6. Love scene 7. San andreas fault 8. Elm 9. Panacea 10. Moor                                                     |
| 2009 | Atta         | 22 de julio de 2009      | 1. Ai no Shinro 2. Tida 3. Purple Rain 4. Kosmos 5. 2008 6. Reveilles-toi! Mezame yo 7. Asparagus 8. picnic_20c. 9. 13-Banme no Tsuki 10. Kaibutsu 11. Familia 12. Tsuki ga Kiete Yuku 13. Tokimeki                                      |
| 2016 | JaPo         | 11 de mayo de 20016      | 1. Auwa 2. Japonesia 3. Island Lion 4. Itōshikute 5. Aishirai 6. Kubanuyu 7. Beam You 8. Ai wo Ro ni 9. Tara 10. Dochira Nishitemo |

## Filmografía

### Películas
| Año  | Título                | Rol            | Notas      |
| ---- | --------------------- | -------------- | ---------- |
| 2002 | Tantei Tanjō          | Kaori-chan     |            |
| 2002 | Mizu no Onna          | Ryō Shimizu    | Principal  |
| 2006 | The Long Season Revue |                | Documental |
| 2007 | Dai Nipponjin         | Manager Kobori |            |
| 2009 | eatrip                |                | Documental |